# Kriminalvårdens grader i Norge
Kriminalvårdens grader i Norge visar den hierarkiska ordningen inom den norska kriminalvården, Kriminalomsorgen. All kriminalvårdspersonal i Norge bär uniform och gradbeteckningar, även de högsta cheferna. Justitiedepartementets kriminalvårdsavdelning och kriminalvårdens centralförvaltning ingår inte i denna uniformerade tjänstestruktur.
| Löneklass | Grad                       | Grad i arbetsdriften        | Motsvarande grad i norska polisen (svenska polisen) |
| --------- | -------------------------- | --------------------------- | --------------------------------------------------- |
| ..        | Aspirant                   | Lærling                     | Politistudent (polisaspirant)                       |
| LR 39     | Fengselsbetjent            | Verksbetjent                | Politibetjent (polisassistent)                      |
| 46-63     | Fengselsførstebetjent      | Underverksmester            | Politiførstebetjent (polisinspektör)                |
| 50-65     | Fengselsoverbetjent        | Verksmester Gårdsfullmektig | Politiførstebetjent (polisinspektör)                |
| 50-73     | Fengselsinspektør          | Driftsjef Gårdsbestyrer     | Politioverbetjent (poliskommissarie)                |
| 52-69     | Assisterende fengselsleder | -                           | Politifullmektig (polissekreterare)                 |
| 55-78     | Fengselsleder              | -                           | Politiadvokat (polisintendent)                      |
| 48-82     | Underdirektør              | -                           | Visepolitimester (biträdande polisdirektör)         |
| 53-95     | Direktør                   | -                           | Politimester (polisdirektör)                        |